# Fernando de Lucena
Fernando de Lucena (¿1430? - Malines, 31 de enero de 1512) fue un traductor español del siglo XV, fundamentalmente recordado por su traducción al francés en 1460 de El triunfo de las donas de Juan Rodríguez del Padrón. Era primo del humanista Juan de Lucena y hermano del traductor Vasco de Lucena. No debe ser confundido con el homónimo y contemporáneo suyo, alto cortesano de los Reyes Católicos. 

## Biografía
Poco se sabe de él; frecuentó la universidad de París: allí estaba como bachiller en 1449 y en 1454 como licenciado y profesor. Vasco Queimado de Villalobos, un portugués que se exilió a la corte de Borgoña, acaso junto a los hermanos Vasco y Fernando de Lucena, acompañando a Isabel de Portugal para casarse con Felipe III de Borgoña en 1430, y que tenía cargos de confianza en la corte, le encargó a Fernando traducir el Triunfo de las donas de Juan Rodríguez del Padrón con el título Le triumphe des dames, lo que concluyó en Bruselas, en 1460, para dedicarlo a Felipe III de Borgoña, el Bueno (1396-1467), reputado bibliófilo, y a su mujer Isabel. Vasco es más conocido como traductor: vertió al francés dos obras que podrían ser consideradas espejos de príncipes, los Hechos de Alejandro / Faits d'Alexandre de Quinto Curcio (1468) y la Ciropedia de Jenofonte en 1470, mereciendo los elogios de Olivier de la Marche. Es muy posible que su hermano Fernando figurara en las embajadas de Carlos el Temerario a la península Ibérica en 1473 y 1477. En 1473 el duque Carlos lo nombra "maistre Fernande de Lucenne" y lo convierte en uno de los doce consejeros del parlamento de Malines, puesto al que renunció en 1504, aunque aún siguió como consejero extraordinario. Murió en Malines el 31 de enero de 1512.
De la traducción de El triunfo de las donas han subsistido tres copias manuscritas; la más antigua posee dos prólogos, el primero de Vasco Queimado de Villalobos, dedicando la obra a Felipe III, y el segundo del traductor Fernando de Lucena; en él indica además que ya había compuesto otras obras que no cita. Se dio a la imprenta antes de 1490, pero añadía esta versión unos versos de Fernando de Lucena. Aún hubo otra edición, con el título de Le triunphe et exaltation des dames (Paris: Pierre Sergent) en la década de 1530. Todavía hubo otra edición de la traducción en 1599.
Olivier Delsaux le atribuye además, a él o a Vasco de Lucena, también la traducción, para el mismo mecenas, de la Crónica abreviada de España de Diego de Valera y las Crónicas de Pero López de Ayala, terminadas entre 1504 y 1506.